# افسون (مجموعه تلویزیونی)
افسون یک مجموعه تلویزیونی محصول سال ۱۳۸۱ به کارگردانی، نویسندگی و تهیه‌کنندگی سید جواد هاشمی می‌باشد که در (محرم) ۱۳۸۲ از شبکه تهران پخش شد. 

داستان این مجموعه از اینجا آغاز می‌شود که احسان پس از بیست سال زندگی با پدرش در فرانسه به ایران بازمی‌گردد تا املاک پدری را بفروشد و علاوه بر پرداخت بدهی‌های او، برای خود نیز زندگی خوبی فراهم کند. در این میان شرکا نیز منتظر فرصتی هستند تا اسناد املاک اشتراکی را از چنگ او درآورند. از طرفی مادر احسان که در ایران زندگی می‌کند، تومور مغزی دارد و تصمیم دارد اسناد و مدارک این املاک را صرف امور خیریه کند. در این بین احسان دچار سردرگمی می‌شود و…

## بازیگران
- ایرج راد
- پوراندخت مهیمن
- زهره حمیدی
- افسر اسدی
- بیتا بادران
- حدیث فولادوند
- آتش تقی‌پور
- رامبد شکرآبی